# Stockholmer Stadtmuseum

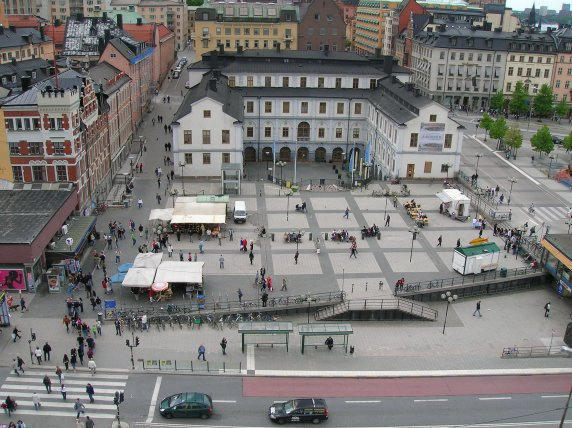
Das Stockholmer Stadtmuseum

Das Stockholmer Stadtmuseum (schwedisch Stockholms stadsmuseum) dokumentiert die Geschichte der schwedischen Hauptstadt aus unterschiedlichen Blickwinkeln. Das Stadtmuseum wurde 1937 gegründet und ist im ehemaligen Södra stadshuset in der Nähe von Slussen auf der Insel Södermalm untergebracht. Das zwischen 1664 und 1680 in mehreren Etappen nach Plänen von Nicodemus Tessin dem Älteren erbaute Gebäude steht seit 1998 als Byggnadsminne unter Denkmalschutz.
Das Stockholmer Stadtmuseum betreibt archäologische und baugeschichtliche Untersuchungen und ist Gutachter in Fragen der Stadtplanung. Das Museum zeigt in seinen Ausstellungen verschiedene Aspekte der Entwicklung der Stadt. Es beherbergt auch ein Archiv mit über einer Million Fotografien von Stockholm (Negative), das der Öffentlichkeit zugänglich ist. Zum Museum gehört auch das Stockholmer Mittelaltermuseum.
Nach umfangreichen Renovierungsarbeiten wurde das Museum Ende April 2019 wiedereröffnet.